# 島野容三
島野 容三（しまの ようぞう、1948年11月12日 - ）は、日本の経営者。シマノ社長を務めた。

## 来歴・人物
大阪府出身。父親はシマノの二代目社長である島野尚三。
1971年に慶應義塾大学商学部を卒業し、同年に島野工業(現在のシマノ)に入社（1974年入社とする文献もある）。入社後、本社工場で一工員として2年半働いた後、下関工場の工場長・本社営業管理部長・同営業企画部長を歴任した。1986年2月に取締役に就任し、1995年1月に専務を経て、2001年3月に社長に就任。2021年3月に会長兼最高経営責任者に就任。